# Kimberly Klacik
Kimberly Nicole Klacik (née Bray le 19 janvier 1982) est une femme d'affaires et femme politique américaine. Elle est la candidate républicaine pour le 7e district congressionnel du Maryland pour les élections de 2020. Klacik a perdu lors de l'élection spéciale d'avril 2020, qui s'est déroulé à la suite du décès du candidat sortant Elijah Cummings, face au candidat démocrate Kweisi Mfume .

## Biographie
Klacik a grandi à Accokeek, dans le Maryland. Elle a fréquenté la Bowie State University, mais n'a pas obtenu de diplôme. Elle a déménagé à Baltimore en 2010.
En 2013, Klacik a fondé Potential Me, une organisation à but non lucratif qui aide les femmes à développer leurs effectifs,. Dans un rapport, Courthouse News a conclu que l'organisation à but non lucratif de Klacik n'avait déposé qu'une seule déclaration de revenus depuis 2013, déclarant un revenu de moins de 7 000 $ et des dépenses de moins de 3 000 $, pour la fourniture de vêtements à 10 personnes. Le rapport a également révélé que certaines des affirmations de Klacik sur son site Web de campagne à propos de Potential Me ne pouvaient pas être corroborées. 

## Carrière politique
Klacik siège au Comité central républicain du comté de Baltimore. Fox News l'a qualifiée de « stratège républicaine » et a noté ses critiques à l'égard d'Elijah Cummings et des conditions de vie et des problèmes de sécurité dans son quartier. 
Une interview de Klacik sur Fox News en juillet 2019 aurait été un prétexte pour le président Donald Trump pour attaquer à la fois la ville de Baltimore et le membre du Congrès Elijah Cummings sur Twitter. Klacik a répondu à l'attaque Twitter de Trump contre Baltimore et Cummings en tweetant : « Cela vient de faire ma journée. ».

### Élection spéciale d'avril 2020
Klacik s'est présenté aux élections spéciales du 7e district du Maryland pour remplacer le représentant sortant Elijah Cummings décédé en octobre 2019. Après avoir remporté la primaire républicaine, elle a affronté Kweisi Mfume, un ancien titulaire démocrate du siège. Aux élections générales, Klacik a obtenu 25,1% des voix, perdant contre Mfume qui en a obtenu 73,8%. 

### Élection de novembre 2020
Le 7e district du Maryland, qui comprend des parties du comté de Baltimore, la majorité du comté de Howard et plus de la moitié de la ville de Baltimore, est représenté par des démocrates depuis des décennies. Aucun républicain n'a jamais occupé le siège. Klacik, qui ne vit pas dans le district, a promis d'y déménager si elle était élue. Elle a remporté la primaire républicaine le 2 juin 2020,. 
Le 18 août 2020, la campagne de Klacik a publié une vidéo virale, intitulée Les vies noires ne comptent pas pour les démocrates, qui a été filmée dans une zone délabrée de Baltimore,. La vidéo la montre en train de demander à trois résidents s'ils voulaient dissoudre la police, et ils ont répondu que non. Klacik a également critiqué les dirigeants démocrates du 7e district du Maryland, citant la notoriété présumée de Baltimore comme étant l'une des villes les plus dangereuses d'Amérique. La vidéo, publiée sur Twitter, a recueilli 4,4 millions de vues son premier jour, atteignant 10 millions de vues le 22 août 2020,. Le site de vérification des faits Snopes a analysé la vidéo et l'a trouvée trompeuse. Elle a présenté une région de Baltimore - avec un taux de pauvreté plus élevé et plus d'homicides que le 7e district dans son ensemble - comme représentative du district. La vidéo a été produite par Benny Johnson, directeur de la création de Turning Point USA. Alors que Klacik affirmait dans la vidéo qu'elle montrait une marche continue, Snopes a déterminé qu'elle avait été filmée sous des angles différents le long des deux côtés d'une section de Whitelock Street qui peut être parcourue en deux minutes.
Le président Donald Trump a retweeté son annonce, déclarant que « Kimberly travaillera avec l'administration Trump et nous reprendrons Baltimore, et rapidement. Ne faites pas sauter Baltimore, les démocrates ont détruit votre ville ! ». Klacik est sélectionnée comme l'une des oratrices le premier jour de la Convention nationale républicaine de 2020,. Son discours du 24 août 2020 a duré environ deux minutes

## Vie privée
Kimberly Nicole Bray et Jeffrey Thomas Klacik se sont mariés en 2013. Ils ont une fille et vivent à Middle River, dans le Maryland . 

## Résultats électoraux

### Élection spéciale au Congrès d'avril 2020
Primaire républicaine
| Parti           | Parti           | Candidat                | Votes  | %    |
| --------------- | --------------- | ----------------------- | ------ | ---- |
|                 | Républicain     | Kimberly Klacik         | 4 525  | 40,2 |
|                 | Républicain     | Liz Matory              | 2 740  | 24,3 |
|                 | Républicain     | James C. Arnold         | 1 401  | 12,4 |
|                 | Républicain     | Reba A. Hawkins         | 913    | 8.1  |
|                 | Républicain     | Christopher M. Anderson | 852    | 7,6  |
|                 | Républicain     | William Newton          | 414    | 3,7  |
|                 | Républicain     | Ray Bly                 | 236    | 2,1  |
|                 | Républicain     | Brian L. Brown          | 185    | 1,6  |
| Total des votes | Total des votes | Total des votes         | 11 366 | 100  |

Élection générale
| Parti           | Parti           | Candidat          | Votes   | %    |
| --------------- | --------------- | ----------------- | ------- | ---- |
|                 | Démocratique    | Kweisi Mfume      | 111 955 | 73,8 |
|                 | Républicain     | Kimberly Klacik   | 38 102  | 25,1 |
|                 | Inscrire        | Canidés multiples | 1 661   | 1.1  |
| Total des votes | Total des votes | Total des votes   | 151 718 | 100  |

### Élection au Congrès de novembre 2020
Primaire républicaine
| Parti           | Parti           | Candidat        | Votes  | %    |
| --------------- | --------------- | --------------- | ------ | ---- |
|                 | Républicain     | Kimberly Klacik | 16 465 | 68,8 |
|                 | Républicain     | Liz Matory      | 3 401  | 14.2 |
|                 | Républicain     | William Newton  | 1 271  | 5,3  |
|                 | Républicain     | Ray Bly         | 1 234  | 5.2  |
|                 | Républicain     | Brian L. Brown  | 1 134  | 4.7  |
|                 | Républicain     | MJ Madwolf      | 442    | 1,8  |
| Total des votes | Total des votes | Total des votes | 23 947 | 100  |